# Hugo Kołłątaj
Hugo Kołłątaj [kouontaj] (1. května 1750, Dederkały Wielkie – 28. února 1812, Varšava), byl polský osvícenský kněz, politik, myslitel, učitel, dějepisec, geolog, zeměpisec, rektor Krakovské univerzity a spoluautor první evropské demokratické ústavy z 3. května 1791.